# 独立电视委员会
独立电视委员会（英語：Independent Television Commission，简称ITC）是1991年至2003年期间英国负责管理商业电视台的机构，前身为独立电视局（ITA）和独立广播局（IBA）。

## 简介
《1990年广播法》实施后，原先的独立广播局被撤销，并于1991年1月1日成立了新的独立电视委员会和无线广播局（Radiocommunications Agency），分管商业电视和商业广播。除监督管理地面商业电视（不包括由S4C管理局管理的S4C）外，ITC也负责对卫星和有线电视的管理。
ITC成立之后，对第三台（即独立电视台）在英国各地的经营权进行了竞价招标，同时成立第四频道公司专门负责第四台的运营，之后又于1997年建立了第五台。这一系列举措打破了原先BBC和ITV垄断英国电视的局面。
2003年12月29日，ITC、无线广播局、电信管理局等机构合并，成立通讯管理局（Ofcom）。